# قزاق‌ها (فیلم ۱۹۶۱)
قزاق‌ها (روسی: Казаки) فیلم درام روسی است که در سال ۱۹۶۱ منتشر شد.